# Sekokat
Sekokat is een bestuurslaag in het regentschap Sumbawa van de provincie West-Nusa Tenggara, Indonesië. Sekokat telt 1690 inwoners (volkstelling 2010).